# 57 (nombre)
« Cinquante-sept » redirige ici. Pour l'année, voir 57.
Le nombre 57 (cinquante-sept) est l'entier naturel qui suit 56 et qui précède 58.

## En mathématiques
Le nombre 57 est :
- le nombre semi-premier et entier de Blum 3 × 19,
- un nombre composé deux fois brésilien car 57 = 1117 = 3318,
- le 3e nombre 20-gonal.
- Histoire ou légende, Alexandre Grothendieck aurait proposé au cours d'une conversation, 57 comme exemple de nombre premier. 57 est parfois appelé « nombre premier de Grothendieck ».

## Dans d'autres domaines
Le nombre 57 est aussi :
- Le numéro atomique du lanthane, le premier lanthanide.
- le numéro de la sourate Al-Hadid dans le Coran.
- L'indicatif téléphonique international pour appeler la  Colombie.
- Le n° du département français de la Moselle.
- La Maybach 57 est une voiture de luxe.
- Ligne 57 .